# Seri (Dailekh)
Seri (nep. सेरी) – gaun wikas samiti w zachodniej części Nepalu w strefie Bheri w dystrykcie Dailekh. Według nepalskiego spisu powszechnego z 2011 roku liczył on 459 gospodarstw domowych i 2143 mieszkańców (1162 kobiety i 981 mężczyzn).